# Cameron's Hotel
Cameron's Hotel, ursprungligen Red Hors Station, är en av äldsta byggnaderna i trakten av Grand Canyon och var ett av de första hotellen i nuvarande Grand Canyon Village vid South Rim vid Grand Canyon i Arizona i USA. Det uppfördes ursprungligen omkring 1890 som diligensstationen Red Horse Station, den sista på rutten från Flagstaff vid Atchison, Topeka and Santa Fe Railway till den då nya turistattraktionen Grand Canyon, ungefär 26 kilometer söder om South Rim. 
År 1901 blev järnvägen Grand Canyon Railway färdig mellan Williams och den plats vid South Rim, som kom att utvecklas till Grand Canyon Village. Järnvägen medgav ett avsevärt snabbare och bekvämare sätt att ta sig till Grand Canyon. Ralph Cameron och hans bror Niles monterade då ned Red Hors Stations timmerstockshus 1902 och återuppbyggde det på mark vid South Rim, för vilken han hade mineralbrytningsrättighet, i närheten av det nybyggda Bright Angel Lodge. Den ursprungliga byggnaden av timmer byggdes på med en andra våning av sågat virke samt en veranda, varefter ett hotell öppnades med namnet Cameron's Hotel. Från 1907 inhyste det också byns första postkontor.
Byggnaden övertogs av den amerikanska federala administrationen 1910 och användes till mitten av 1930-talet som poststation och bostad för postmästaren. När Santa Fe-bolaget i början av 1930-talet skulle renovera och bygga ut det då slitna Bright Angel Lodge och dess stugby, ville det att det då övergivna posthuset skulle rivas, men bolagets arkitekt Mary Colter ville bevara den hantverksmässigt högklassiga timmerstrukturen. Det köptes därför 1936 av Atchison, Topela and Santa Fe Railway och inlemmades som hotellstuga i Bright Angel-komplexet efter det att den påbyggda våningen av sågat virke tagits bort. Efter några år km det att användas som lagerlokal, innan det slutligen renoverades till en tvårums hotellsvit med eldstad, med namnet Red Hors Cabin. Stugan är 9 meter lång och 7,6 meter bred.